# Bisamberg
Bisamberg é um município no distrito de Korneuburg na Áustria com um a população de 4.001 habitantes segundo o censo de 2001. Está localizada a cerca de 5 km a nordeste de Viena dentro do Weinviertel na Baixa Áustria. Bisamberg tem uma área de 10,71 quilômetros quadrados dos quais 24,43 porcento são florestas. A comunidade inclui as vilas/povoados de Bismaberg e Klein-Engersdorf.